# Amy Acker
Amy Acker (n. 5 decembrie 1976) este o actriță americană.

## Filmografie

### Filme
- Mult zgomot pentru nimic, Beatrice
- Mr. Dramatic (2005), Jodi
- The Novice (2004), Jill jill
- Catch Me If You Can (2002), Miggy
- Groom Lake (2002), Kate
- The Accident (2001), Nina

### Televiziune
- Person of interest (2011-2016), Root
- Fire and Ice: Cronica Dragonilor (2008)
- Ghost Whisperer (2007), Tessa
- Law & Order: Criminal Intent (2007), Leslie
- Drive (2007), Kathryn Tully
- Alias (2005 - 2006), Kelly Peyton
- How I Met Your Mother (2006), Penelope
- Justice League Unlimited (2005 - 2006), Huntress
- Supernatural (2005), Andrea Barr
- Angel (2001 - 2004), Winifred "Fred" Burkle / Illyria
- Return to the Batcave: The Misadventures of Adam and Burt (2003), Kathy Kersh
- Special Unit 2 (2001), Nancy
- To Serve and Protect (1999), Melissa Jorgensen
- Wishbone (1995 - 1997)

## Galerie

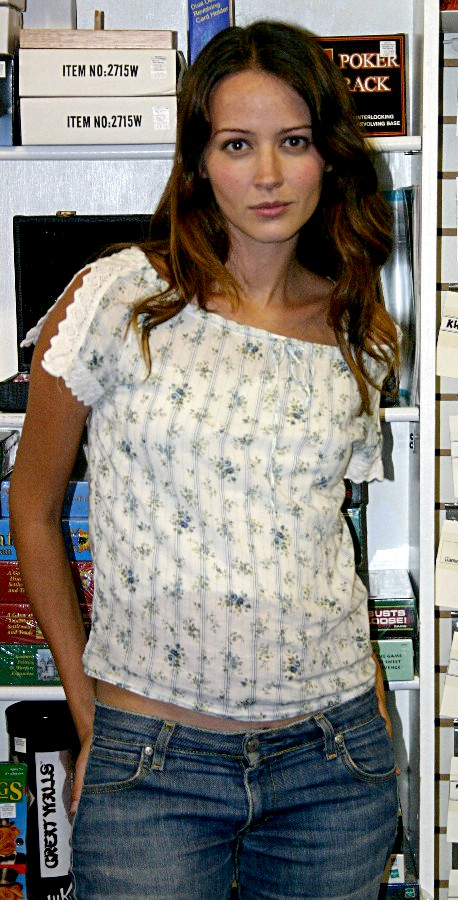
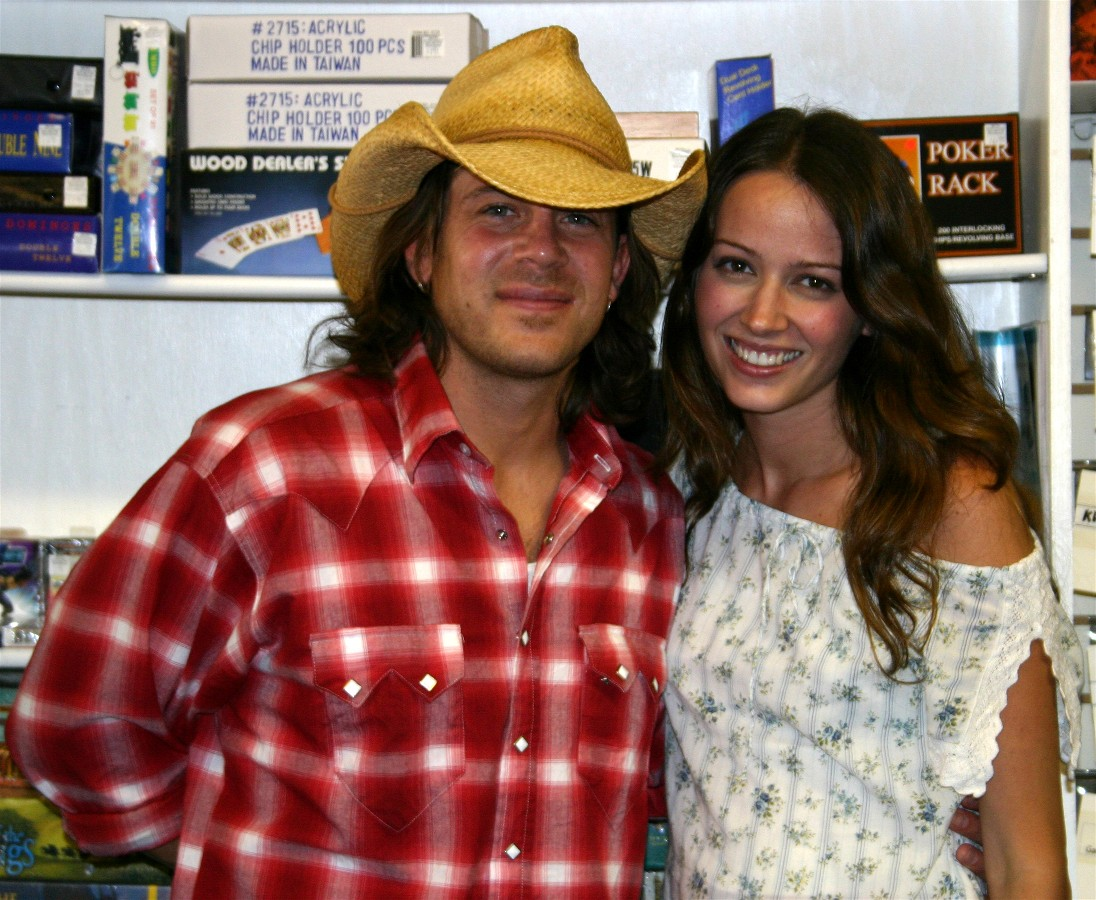
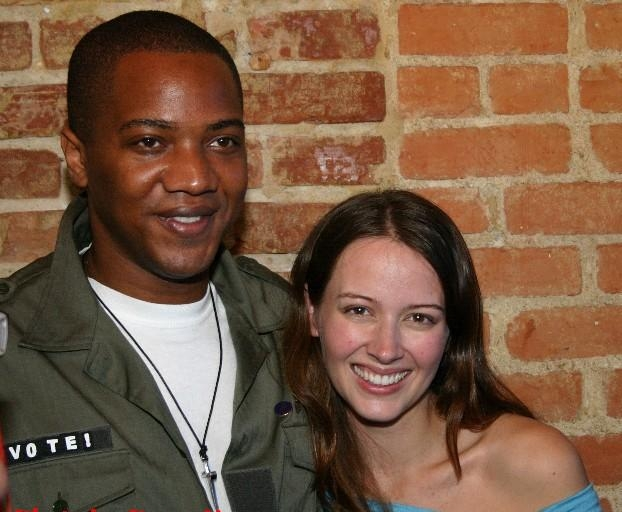
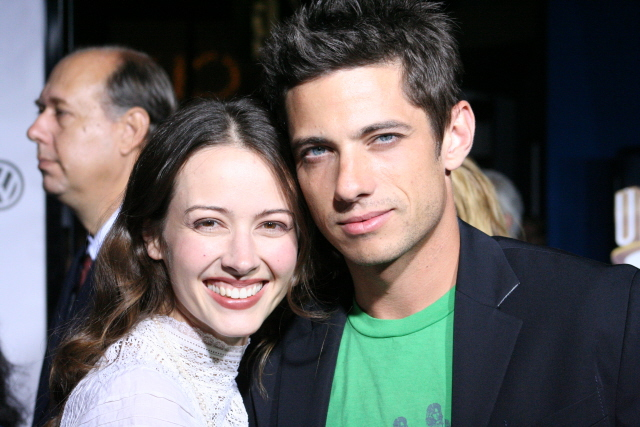